# Dandy-Walker-Fehlbildung

Dandy-Walker-Variante mit Dysplasie von Pons und Cerebellum bei einem 8-jährigen Kind.

Die Dandy-Walker-Fehlbildung, auch Dandy-Walker-Malformation oder Dandy-Walker-Syndrom genannt, ist eine angeborene Erkrankung des zentralen Nervensystems, die durch eine Hypoplasie des Kleinhirnwurms und eine zystische Erweiterung der vierten Hirnkammer charakterisiert ist.

## Symptome
Die betroffenen Menschen fallen auf durch verzögerte motorische Entwicklung, muskuläre Hypotonie und eine Koordinationsstörung (Ataxie). Die Hälfte der Kinder hat zusätzlich eine kognitive Entwicklungsverzögerung oder -behinderung, einige einen Hydrocephalus.

## Genetik
Genetisch scheint ein Zusammenhang zu Deletionen auf dem Chromosom 3q zu existieren, mit zwei Kandidatengenen: ZIC1 und ZIC4.

## Geschichte
Der amerikanische Neurochirurg Walter Edward Dandy (1886–1946) beschrieb 1914 als erster Arzt diese Fehlbildung. Der Neurologe Arthur Earl Walker (1907–1995) veröffentlichte 1944 eine Zusammenstellung aller bis dahin bekannten Fälle.
Der Vorschlag einer Benennung als Dandy-Walker-Syndrom erfolgte 1954 durch den deutschstämmigen US-amerikanischen Neurologen und Psychiater Clemens Ernst Benda.